# Condado de Fuensalida
O Condado de Fuensalida é um título nobiliárquico espanhol criado pelo rei Henrique IV de Castela a 20 de Novembro de 1470, a favor de Pedro Lopes de Ayala, 2º senhor de Fuensalida. Em 1637 Filipe IV concedeu a Grandeza de Espanha a Pedro López de Ayala y Zúñiga, 6º Conde.
O nome refere-se ao município castelhano-manchego de Fuensalida, na província de Toledo.

Armas dos Condes de Fuensalida

## Antecedentes
Em 1468, Henrique IV de Castela, concedeu o senhorio de Fuensalida a Pedro López de Ayala y Guzmán, "o Torto", filho de Pedro López de Ayala, senhor de Ayala, e de sua mulher Leonor de Guzmán, que se converteu assim no 1º senhor de Fuensalida.

## Senhores de Fuensalida
- Pedro López de Ayala y Guzmán, "o Torto", 1º Señor de Fuensalida, casou com Elvira de Castañeda. Sucedeu-lhe o seu filho:
- Pedro López de Ayala y Castañeda, 2º senhor de Fuensalida, casado com María de Silva.[1] Henrique IV de Castela, eleva o senhorío de Fuensalida a Condado, pelo que este passa a ser 1º Conde de Fuensalida.

## Condes de Fuensalida
- Pedro López de Ayala Castañeda, 1º Conde de Fuensalida;
- Pedro López de Ayala y Silva, II Conde de Fuensalida;
- Pedro López de Ayala, III Conde de Fuensalida;
- María de Ayala y Carrillo, IV Condesa de Fuensalida;
- Pedro López de Ayala, V Conde de Fuensalida;
- Pedro López de Ayala, VI Conde de Fuensalida;
- Pedro López de Ayala y Zúñiga, VII Conde de Fuensalida;
- Bernardino de Velasco y Ayala, VIII Conde de Fuensalida;
- Francisco de Velasco Ayala y Cárdenas, IX Conde de Fuensalida;
- Antonio de Velasco Ayala y Cárdenas, X Conde de Fuensalida;
- Francisco Nicolás de Velasco Ayala y Cárdenas, XI Conde de Fuensalida;
- Félix de Velasco y Ayala, XII Conde de Fuensalida;
- Manuel de Velasco López de Ayala, XIII Conde de Fuensalida;
- Juan Bautista Centurión Oltramarino, XIV Conde de Fuensalida;
- María Luisa Manuela Antonia Teresa Francisca de Asís Centurión y Velasco, XV Condesa de Fuensalida;
- Diego Pacheco Téllez-Girón, XVI Conde de Fuensalida;
- Bernardino Fernández de Velasco Pacheco Téllez-Girón, XVII Conde de Fuensalida;
- Mencía Fernández de Velasco al Pacheco y Balfe, XVIII Condesa de Fuensalida;
- José María de la Concepción Fernández de Velasco y Sforza-Cesarini, XIX Conde de Fuensalida;
- Angela María Téllez-Girón, XX Condesa de Fuensalida;
- José Luis Pérez de Ayala y López de Ayala, XXI Conde de Fuensalida.